# Hakea strumosa
Hakea strumosa är en tvåhjärtbladig växtart som beskrevs av Meissn.. Hakea strumosa ingår i släktet Hakea och familjen Proteaceae. Inga underarter finns listade i Catalogue of Life.